# Oldenlandia tenuis
Oldenlandia tenuis är en måreväxtart som beskrevs av Karl Moritz Schumann. Oldenlandia tenuis ingår i släktet Oldenlandia och familjen måreväxter. Inga underarter finns listade i Catalogue of Life.